# Малґожацин
Малґожацин (пол. Małgorzacin) — село в Польщі, у гміні Ліпсько Ліпського повіту Мазовецького воєводства.
Населення — 57 осіб (2011).
У 1975—1998 роках село належало до Радомського воєводства.

## Демографія
Демографічна структура станом на 31 березня 2011 року:
|          | Загалом | Допрацездатний вік | Працездатний вік | Постпрацездатний вік |
| -------- | ------- | ------------------ | ---------------- | -------------------- |
| Чоловіки | 28      | 4                  | 21               | 3                    |
| Жінки    | 29      | 5                  | 14               | 10                   |
| Разом    | 57      | 9                  | 35               | 13                   |